# Iona (Schottland)
Iona (schottisch-gälisch: Ì Chaluim Chille, früher auch Ì, anglisiert auch Icolmkill und Hy) ist eine Insel der Inneren Hebriden in Schottland. Iona bildete über Jahrhunderte das geistliche Zentrum Schottlands. Im Jahr 1980 übertrug die Hugh Fraser Foundation große Teile der Hauptinsel und einige der Nebeninseln auf den National Trust for Scotland, der seitdem diese Gebiete verwaltet. Diese Gebiete wurden im Jahr 2024 von etwa 36.000 Personen besucht.

## Geographie
Iona liegt rund 1,6 Kilometer westlich der Insel Mull und ist 8,8 km² groß. Die höchste Erhebung ist der 101 Meter hohe Dùn Ì. Im Jahre 2011 lebten 125 Personen auf der Insel, die meisten im Hauptort Baile Mòr.
Die Insel gehört zum Civil Parish Kilfinichen & Kilviceuen, dessen Hauptteil den Südwesten der Insel Mull einnimmt, und bildet darin den Distrikt Icolmkill.
Auf einer Karte von 1874 ist folgende Territorialgliederung eingezeichnet (von Nord nach Süd):
- Ceann Tsear
- Sliabh Meanach
- Machar
- Sliginach
- Sliabh Siar
- Staonaig

## Geschichte
Die Besiedelung der Insel Iona lässt sich bis in die Stein- und Bronzezeit zurückverfolgen. Der älteste überlebende historische Beleg ist der kleine, 3000 Jahre alte Grabhügel Blàr Buidhe, neben Baile Mòr. Es gibt einen eisenzeitlichen Ringwall auf Dùn Bhuirg an der Westseite der Insel. Der Hügel Dùn I in der Nähe der Abtei hat keine Spuren einer Befestigung. Ob Dùn Bhuirg noch besetzt war, als Columban kam, ist unbekannt, aber es ist unwahrscheinlich, dass er die Insel leer vorfand.
Im Jahre 563 kam Columban mit zwölf Männern von Irland nach Iona und gründete dort das Kloster Iona Abbey. Von Iona verbreitete sich das Christentum in Form der so genannten Keltischen Kirche in Schottland und Nordengland. Vermutlich wurde das Book of Kells, eines der kostbarsten Werke insularer Buchmalerei, im 7. oder 8. Jahrhundert auf Iona verfasst. Iona war geistiges Zentrum der Keltischen Kirche, zu deren Anhängern die Culdeer zählten.
Iona galt mehrere Jahrhunderte lang als „Heilige Stätte“. Schottisch-irische und norwegische Könige sollen auf dem Friedhof Reilig Odhráin bestattet sein. So war Iona Begräbnisstätte der Könige von Dalriada und ihrer Nachfolger, der frühen Könige von Schottland. Der letzte von diesen war der aus Shakespeares gleichnamigem Drama bekannte Macbeth. Zahlreiche Kreuze entstanden zu dieser Zeit auf Iona. Viele wurden später von puritanischen Gruppen ins Meer geworfen. Das St.-Johns-Kreuz aus dem 8. und das St.-Martins-Kreuz aus dem 9. Jahrhundert existieren noch, dazu einige Fragmente.
Die keltische Klosteranlage bestand bis ins 11. Jahrhundert. Sie wurde durch Wikingerüberfälle (795, 802, 806) zerstört. Im 12. Jahrhundert unterlagen die Culdeer den nordwärts drängenden Anhängern der Römisch-katholischen Kirche. In der Folge entstand ein zweites Kloster 1203 als Benediktiner-Abtei und Kathedrale der Inseln. Das Kloster bestand bis in die Reformationszeit, verfiel dann und wurde ab 1939 wieder aufgebaut.
Im 19. Jahrhundert wurde auf Iona grüner Marmor abgebaut. Der Steinbruch ist heute noch vorhanden. Theodor Fontane besuchte die Insel 1858. Er beschrieb die Insel und ihre Geschichte in seinem Buch Jenseit des Tweed.
1938 gründete George MacLeod (später Rt. Rev. Lord MacLeod of Fuinary), Pfarrer der Church of Scotland in Govan (Glasgow), auf Iona die Iona Community, eine christliche Gemeinschaft, die Mission und soziale Arbeit betont. Ziel der Arbeit dieser Gemeinschaft ist es, „neue Wege zu finden, die Herzen aller zu erreichen“. Die Gemeinschaft tut dies vor allem durch Jugendarbeit, neue Lieder, Gottesdienste und Gottesdienstbausteine sowie Einsatz für Gerechtigkeit und Frieden. Zu ihren Aktivitäten gehörte der Wiederaufbau der Abtei.
Der frühere Vorsitzende der Labour Party, John Smith (1938–1994), wurde mit einer Sondererlaubnis auf Reilig Odhráin bestattet.

## Verkehr
Von Fionnphort auf Mull fährt eine Fähre von CalMac Ferries in rund zehn Minuten nach Iona. Auf Iona ist die Nutzung von Kraftfahrzeugen nur Einheimischen gestattet.

## Sonstiges
Iona war eine der bevorzugten Landschaften des schottischen Malers Francis Cadell, die eine zentrale Rolle in seinen Landschaftsbildern nach 1912 einnimmt.
Eine schottische Progressive-Rock-Band nennt sich Iona. In ihrer Musik beziehen sie sich auf die Insel und ihre Vergangenheit, unter anderem in einem Konzeptalbum über das Book of Kells.
Der schottische Komponist James MacMillan komponierte 1996 das Werk Í für Streicher und Schlagzeug als Variationen über Iona.
Die Asche des 2011 verstorbenen Musikers Gerry Rafferty, dessen Song Baker street ihn im Jahr 1978 weltberühmt machte, wurde auf der Insel verstreut.

## Galerie

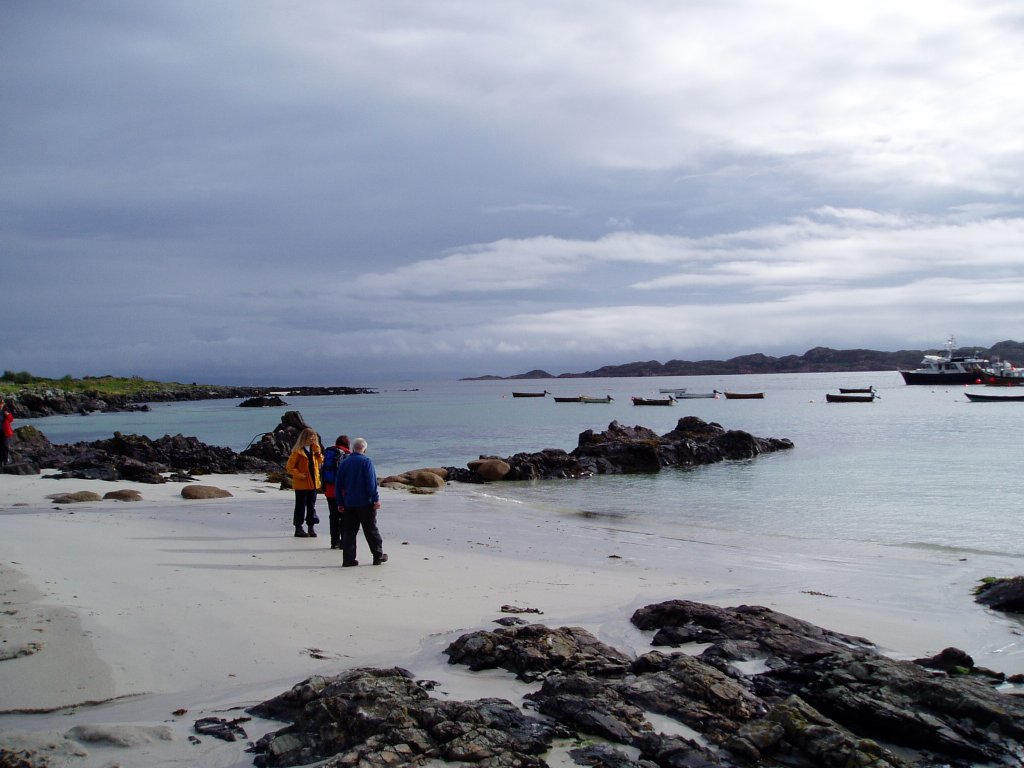
Der Strand in der Nähe der Fähranlegestelle
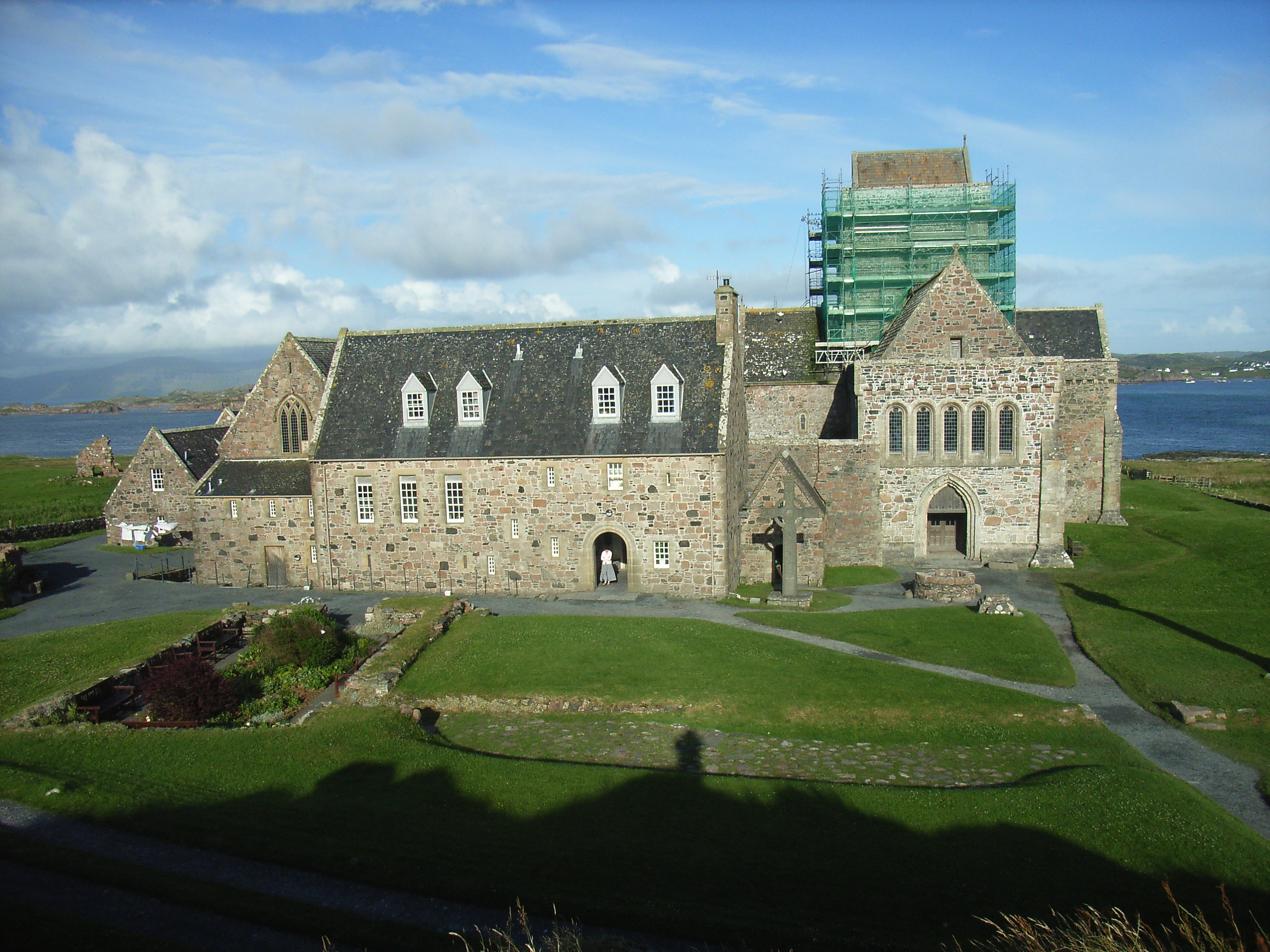
Iona Abbey (2006)
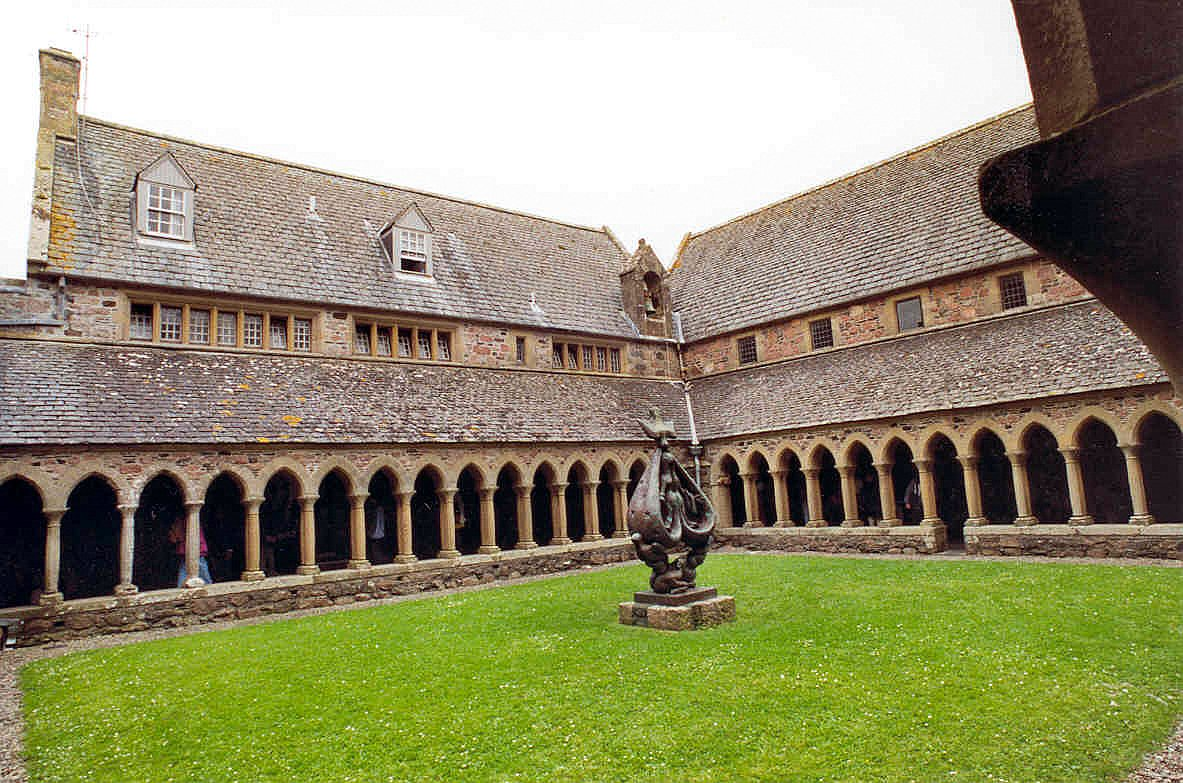
Kreuzgang der Iona Abbey
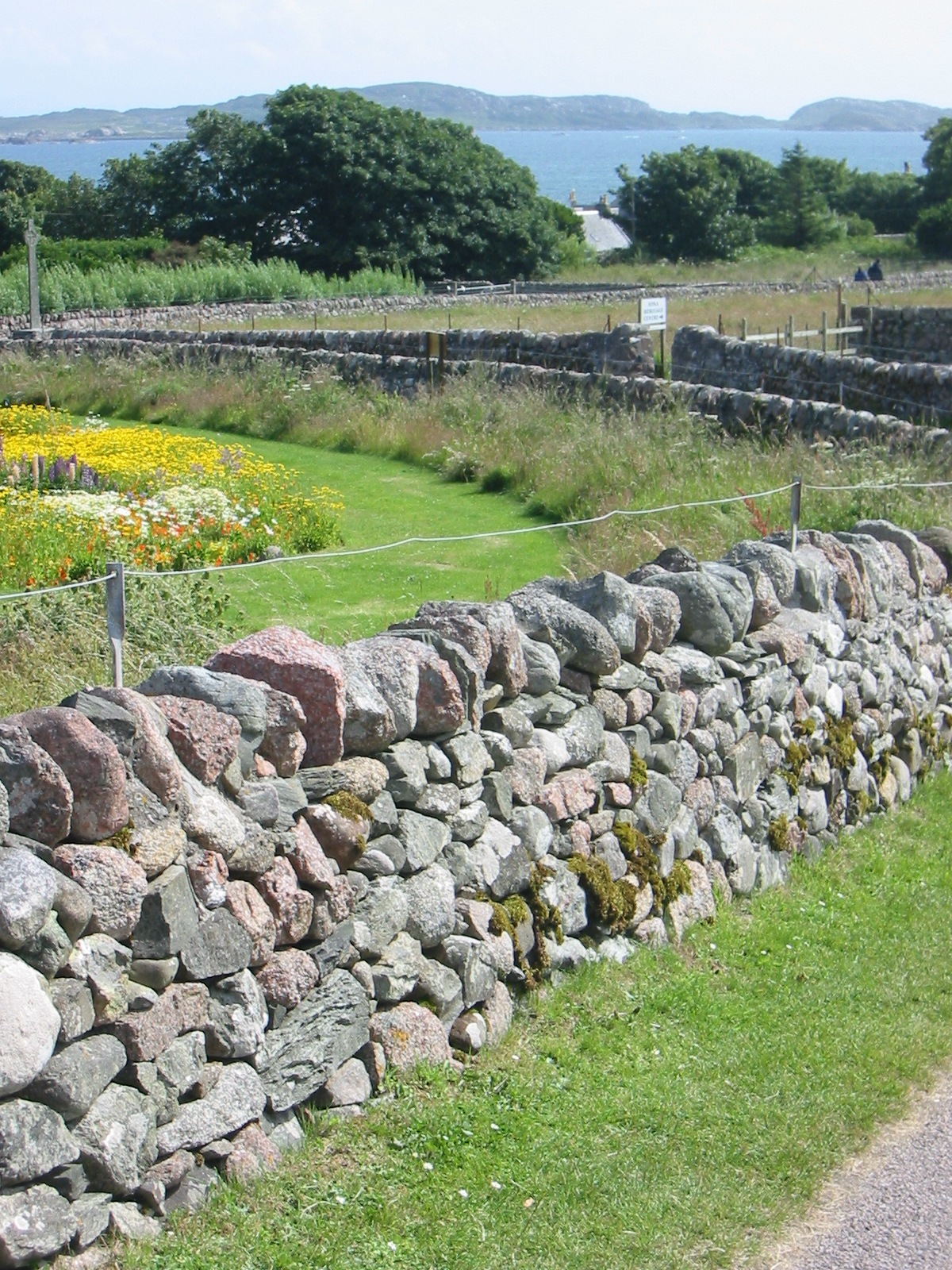
Straße von der Abtei zum Nonnenkloster
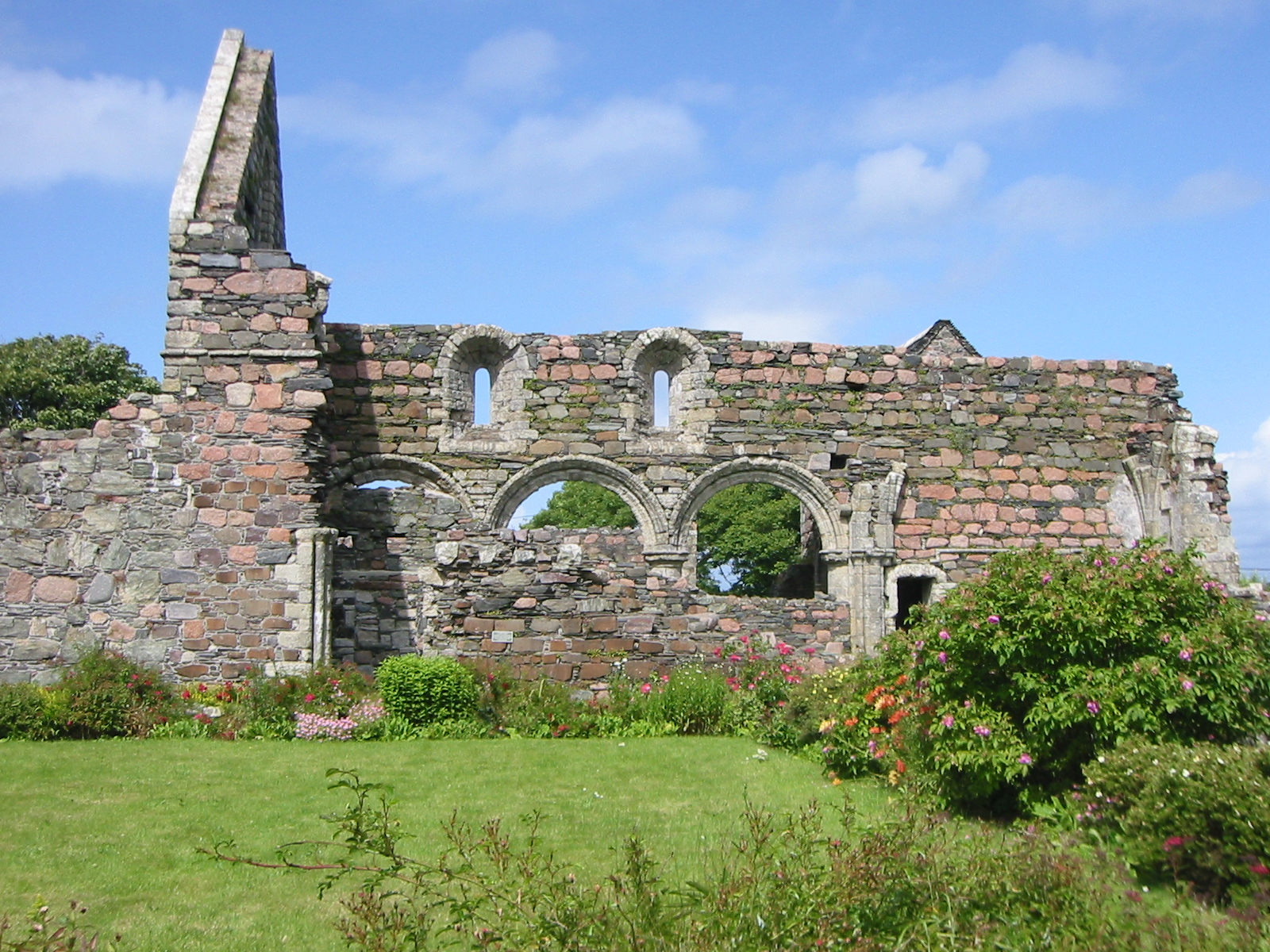
Ruine des Nonnenklosters Iona
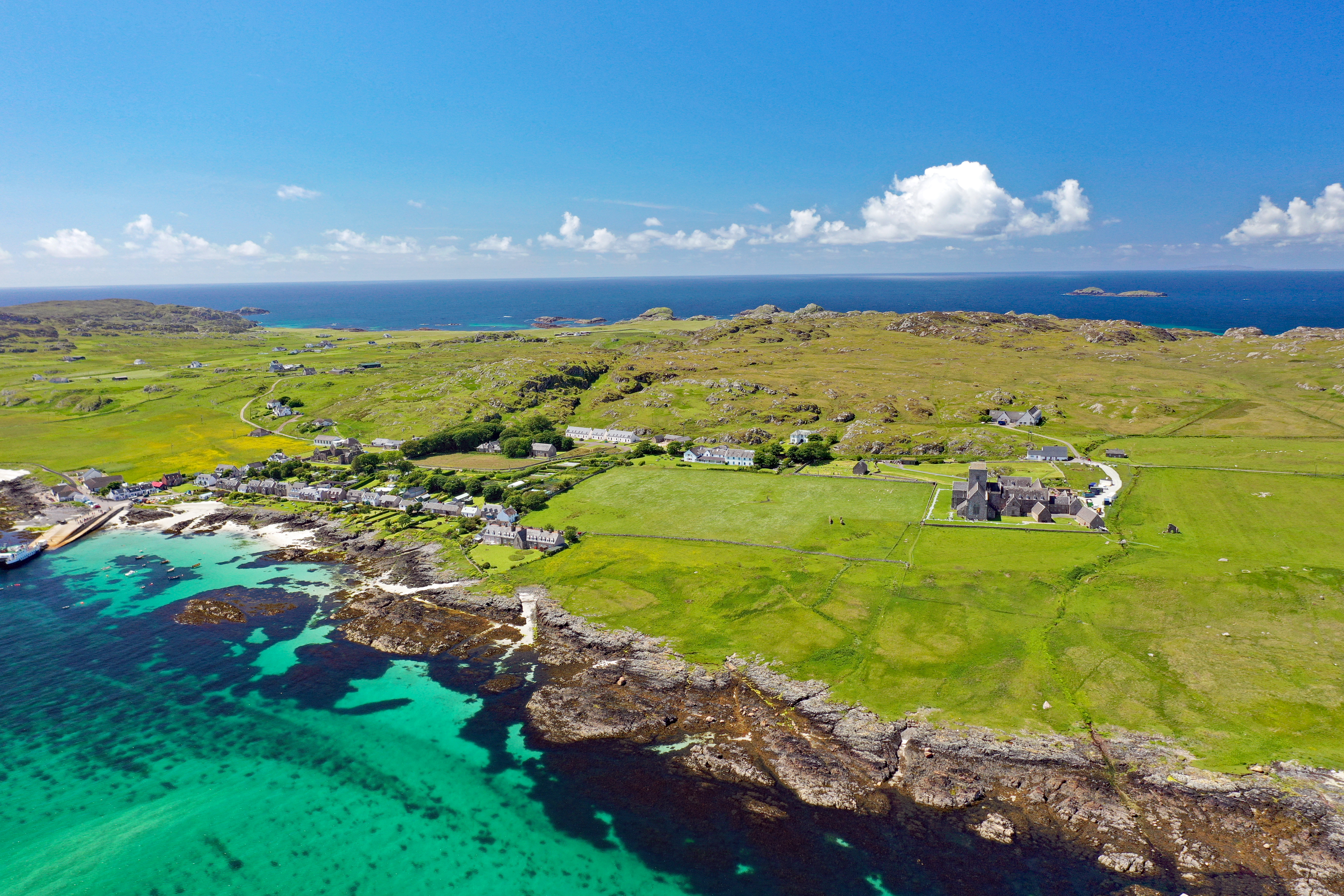
Luftbild (ganz links Fähranleger; rechts Abtei)